# Station Chavenon
Het station Chavenon is een voormalig spoorwegstation in Frankrijk, gelegen aan de spoorlijn Montluçon - Moulins op het grondgebied van de gemeente Chavenon in het departement Allier in de regio Auvergne-Rhône-Alpes.
Het station werd in 1859 geopend door de Compagnie du chemin de fer de Paris à Orléans (PO). De SNCF beëindigde de reizigersdienst in 1972 en met het einde van de goederendienst in 1999 sloot het station definitief.

## Ligging
Het station Chavenon ligt op een hoogte van 325 meter en bevindt zich op kilometerpunt (KP) 365,462 van een inmiddels verlaten deel van spoorlijn Montluçon - Moulins, tussen de voormalige stations Murat en Saint-Sornin.

## Geschiedenis

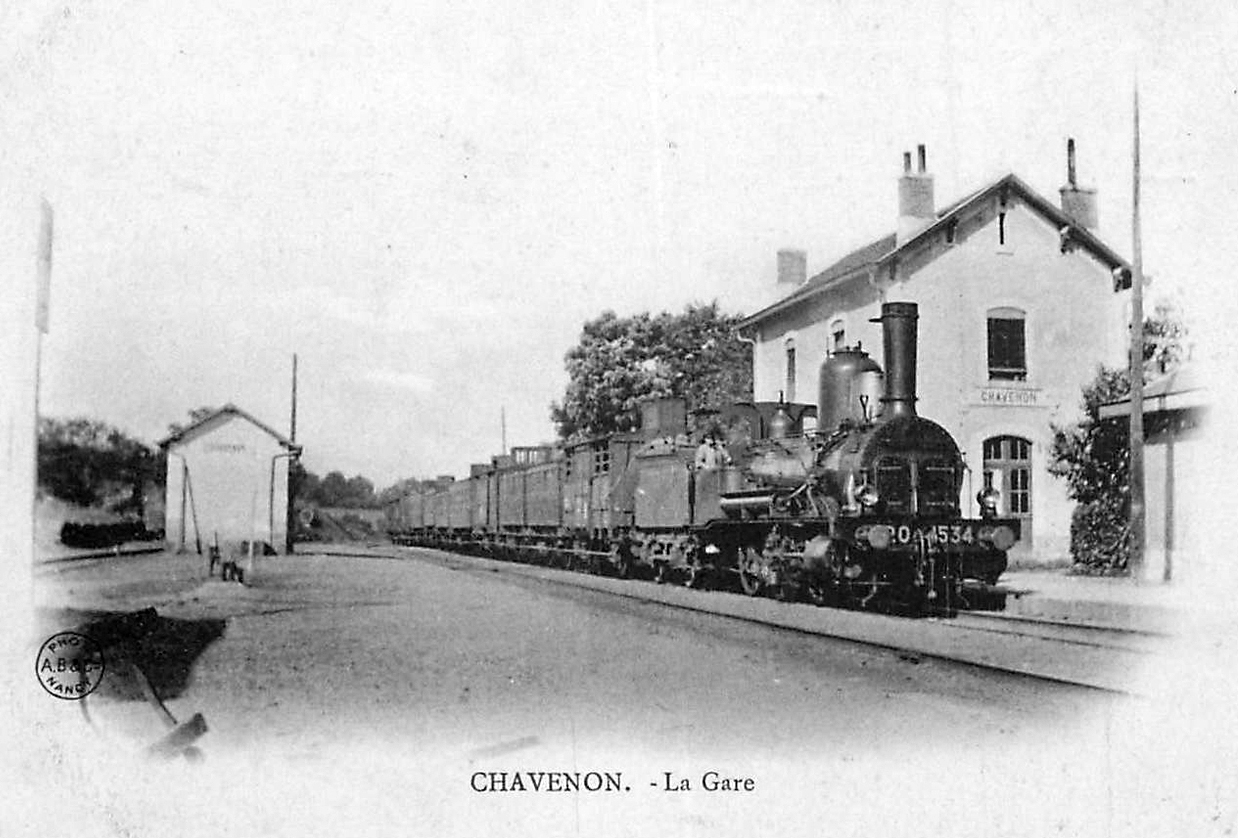
Het station rond 1900

Het station Chavenon werd op 7 november 1859 in gebruik genomen door de Compagnie du chemin de fer de Paris à Orléans (PO), bij de opening van de spoorlijn Montluçon - Moulins. Het was bedoeld om de mijnen van het bekken van Bruxière-la-Grue te bedienen.
Station Chavenon werd voor reizigersverkeer gesloten op 6 maart 1972 door de SNCF toen deze het reizigersverkeer tussen station Commentry en Moulins stopzette.
Op 25 september 1976 werd Chavenon het eindpunt van de sectie Moulins - Chavenon, die enkel nog voor goederenvervoer werd gebruikt, nadat de SNCF de sectie Villefranche-d'Allier - Chavenon voor goederenverkeer sloot.
Tot 1995 was het station een belangrijk vertrekpunt voor het transport van steenkool. Dagelijks werd een complete treinlading van 1800 ton vervoerd vanuit de mijnen van Buxières-les-Mines en Saint-Hilaire naar de eletriciteitscentrale in Loire-sur-Rhône. Omdat het wisselspoor erg kort was, waren langdurige en omslachtige rangeerbewegingen nodig om de lege wagons te wisselen met de geladen wagons.
Het station werd volledig gesloten in 1999, bij de opheffing van het goederenvervoer tussen Chavenon en Souvigny.